# Elena Bellò
Elena Bellò (Schio, 18 de enero de 1997) es una corredora de media distancia italiana.

## Carrera
Comenzó practicando gimnasia rítmica, para pasarse al atletismo en 2010 comenzando como deportista en la Polisportiva Montecchio Precalcino, pasando después (entre 2011 y 2012) al Polisportiva Dueville, vistiendo los colores del Atlética Vicentina en 2013 y desde 2015 en la Fiamme Azzurre.
En 2014, en el Anexo:Atletismo en los Juegos Olímpicos de la Juventud que tuvo lugar en la ciudad china de Nankín logró un cuarto puesto en la categoría de 800 metros, con un tiempo de 2:06,31 minutos. Al año siguiente, en el Campeonato Europeo de Atletismo Sub-20 celebrado en Eskilstuna (Suecia) no pudo superar su primera ronda clasificatoria al quedar cuarta en la misma -solo clasificando las dos primeras-, no mejorando un tiempo de 2:09,09 minutos.
Visitaría la ciudad polaca de Bydgoszcz en dos ocasiones. En 2016 participando en el Campeonato Mundial de Atletismo Sub-20, donde quedó sexta en la primera ronda clasificatoria (tiempo de 2:13,05 min.). Y en 2017, en el Campeonato Europeo de Atletismo Sub-23, donde llegó a la final quedando sexta en la última clasificación, con un tiempo de 2:05,96 minutos.
En 2018 ganaría la medalla de oro en el Campeonato del Mediterráneo de Atletismo Sub-23 celebrado en la ciudad italiana de Jesolo, y quedó en un decimonoveno puesto en el Campeonato Europeo de Atletismo de Berlín. Para 2019, en el Campeonato Europeo de Atletismo Sub-23 de Gävle (Suecia) quedaba en sexto puesto en los 800 metros, con una marca de 2:07,59 minutos.
En la temporada de 2021, tras postergarse buena parte de las competiciones deportivas en el año anterior por la pandemia del coronavirus, comenzó participando en el Campeonato Europeo de Atletismo en Pista Cubierta celebrado en la ciudad polaca de Toruń, donde consiguió quedar tercera en la segunda semifinal del torneo de 800 metros, pero imposibilitada por tiempos para llegar a la final, consiguiendo una marca de 2:03,61 minutos. Posteriormente, viajaría a Japón con la delegación italiana para participar en sus primeros Juegos Olímpicos. En la ronda clasificatoria, del 30 de julio, corrió en la última serie, quedando quinta con un tiempo de 2:01,07 minutos, pasando a las semifinales; posteriormente, en estas terminaría sexta, con 2:02,51 minutos, lejos de las dos mejores que concurrían a la final.

## Resultados

### Por temporada
| Representando a Italia | Representando a Italia                                 | Representando a Italia | Representando a Italia | Representando a Italia | Representando a Italia |
| ---------------------- | ------------------------------------------------------ | ---------------------- | ---------------------- | ---------------------- | ---------------------- |
| Año                    | Competición                                            | Lugar                  | Puesto                 | Modalidad              | Marca (min.)           |
| 2014                   | Anexo:Atletismo en los Juegos Olímpicos de la Juventud | Nankín                 | 4.ª                    | 800 metros             | 2:06,31                |
| 2015                   | Campeonato Europeo de Atletismo Sub-20                 | Eskilstuna             | 4.ª (H1)               | 800 metros             | 2:09,09                |
| 2016                   | Campeonato Mundial de Atletismo Sub-20                 | Bydgoszcz              | 6.ª (H5)               | 800 metros             | 2:13,05                |
| 2017                   | Campeonato Europeo de Atletismo Sub-23                 | Bydgoszcz              | 6.ª                    | 800 metros             | 2:05,96                |
| 2018                   | Campeonato del Mediterráneo de Atletismo Sub-23        | Jesolo                 | 1.ª                    | 800 metros             | 2:04,31                |
| 2018                   | Campeonato Europeo de Atletismo                        | Berlín                 | 19.ª (q)               | 800 metros             | 2:02,77                |
| 2019                   | Campeonato Europeo de Atletismo Sub-23                 | Gävle                  | 6.ª                    | 800 metros             | 2:07,59                |
| 2021                   | Campeonato Europeo de Atletismo en Pista Cubierta      | Toruń                  | 3.ª (SF2)              | 800 metros             | 2:03,61                |
| 2021                   | Juegos Olímpicos                                       | Tokio                  | 6.ª (SF1)              | 800 metros             | 2:02,51                |
| 2022                   | Campeonato Mundial de Atletismo en Pista Cubierta      | Belgrado               | 5.ª (H1)               | 800 metros             | 2:02,35                |
| 2022                   | Campeonato Mundial de Atletismo                        | Eugene                 | 6.ª (SF3)              | 800 metros             | 2:00,34                |
| 2022                   | Campeonato Europeo de Atletismo                        | Múnich                 | 6.ª (SF1)              | 800 metros             | 2:01,67                |

### Mejores marcas
| Disciplina                  | Marca        | Lugar              | Fecha                   |
| --------------------------- | ------------ | ------------------ | ----------------------- |
| 400 metros                  | 55,30 s.     | Gavardo            | 10 de julio de 2014     |
| 600 metros                  | 1:27,98 min. | Milán              | 24 de abril de 2021     |
| 800 metros (exterior)       | 2:00,44 min. | Rovereto           | 26 de junio de 2021     |
| 800 metros (pista interior) | 2:01,45 min. | Ancona             | 27 de febrero de 2022   |
| 1000 metros                 | 2:54,45 min. | Padova             | 23 de mayo de 2013      |
| 1500 metros                 | 4:12,31 min. | Lignano Sabbiadoro | 11 de julio de 2018     |
| 5 kilómetros                | 16:51 min.   | Bolzano            | 31 de diciembre de 2021 |
| 10 kilómetros               | 34:10 min.   | Milán              | 27 de noviembre de 2021 |